# DVD Flick
DVD Flick（ディーブイディーフリック）はフリーのDVDオーサリングツール。2007年窓の杜大賞の銅賞受賞。

## 概要
パソコン上で扱われる動画ファイルは様々な種類がある（ASF、AVI、FLV、MOV、MPEGなど）。それらの動画ファイルをDVDプレーヤーで再生するにはDVDオーサリングツールでDVD-Video形式のディスクを作成しなければならないが、ビギナーには操作が難しい面もある。このDVD Flickは手軽にDVD-Videoが作成できるDVDオーサリングツールである。
複数の動画ファイルをドラッグ・アンド・ドロップで登録していく。
最近のバージョンではrmvb等のRealMedia系の動画も読み込めるようになったが、この形式の動画はフレームレートが12fpsとしか読み込まれない不具合がある。また、1.3.0.7のバージョンではFLVのOn2 VP6のものが読み込まない不具合が出ている。派生したDVD Flick v2も公開されており、すでに日本語化も行われている。

## 対応形式

### コンテナ形式
AVI、ASF、FLV、Matroska、MP4、MPEG-2システム(PS/TS)、QuickTime (MOV)、SWFなど。

### ビデオコーデック
On2VP6、MPEG-1、MPEG-2、MPEG-4 (DivX/Xvid)、Motion JPEG、H.264、VC-1など。

### オーディオコーデック
AAC、AC-3、Apple Lossless、MP3、Vorbisなど。

### 字幕形式
ASS、SSA、SRT

## 動作環境
- オペレーティングシステム
  - Windows 2000/XP/Vista/7